# Lespielle
Lespielle es una comuna francesa de la región de Aquitania en el departamento de Pirineos Atlánticos. Esta localidad comprende las pedanías de Germenaud y Lannegrasse.
El topónimo Lespielle fue mencionado por primera vez en el año 1385 con el nombre de Lespiele y posteriormente en 1402 como Laspiele.

## Demografía
| 126 | 102 | 138 | 382 | 388 | 389 | 377 | 386 | 378 | 341 | 324 | 319 | 309 | 275 | 256 | 234 | 242 | 251 | 243 | 239 | 220 | 210 | 197 | 208 | 182 | 162 | 149 | 125 | 143 | 155 | 152 | 140 | 159 |
| Para los censos de 1962 a 1999 la población legal corresponde a la población sin duplicidades (Fuente: INSEE [Consultar]) |     |     |     |     |     |     |     |     |     |     |     |     |     |     |     |     |     |     |     |     |     |     |     |     |     |     |     |     |     |     |     |     |